# Petronella Johanna de Timmerman
Pour les articles homonymes, voir Timmerman.
 (juillet 2024).
Si vous disposez d'ouvrages ou d'articles de référence ou si vous connaissez des sites web de qualité traitant du thème abordé ici, merci de compléter l'article en donnant les références utiles à sa vérifiabilité et en les liant à la section « Notes et références ».
Petronella Johanna de Timmerman, née le 31 janvier 1723 à Middelbourg et morte le 2 mai 1786 à Utrecht, est une poétesse et une scientifique néerlandaise.
Mariée en 1769 à Johann Friedrich Hennert, professeur de mathématiques, d'astronomie et de philosophie. Au cours de son second mariage, elle réalise des expériences scientifiques et étudie la physique avec son époux. En 1774, elle est nommée membre honoraire de l'académie « Kunstliefde Spaart Geen Vlijt ». Elle présente à l'académie des poèmes, traduit des pièces de théâtre françaises et envisage d'écrire un livre sur la physique à l'intention des femmes.
Elle est victime d'une attaque cérébrale en 1776. Son veuf écrit une biographie sur elle et publie ses poèmes.
Pour lui rendre hommage, son nom est donné à l'astéroïde (12626) Timmerman, découvert en 1971.